# Wjaczesław Tymczenko
Wjaczesław Mykołajowycz Tymczenko, ukr. В'ячеслав Миколайович Тимченко (ur. 16 sierpnia 1971 w Kijowie, Ukraińska SRR) – ukraiński hokeista, reprezentant Ukrainy, olimpijczyk. Trener hokejowy.

## Kariera
- Sokił Kijów (1991-1996)
- Nieftiechimik Niżniekamsk (1997-1999)
- HK Woroneż (1999-2000)
- Berkut Kijów (2000-2011)
- Lausitzer Füchse (2001-2003)
- Hull Stingrays (2003-2004)
- HK Homel (2004-2008)
- HK Witebsk (2008-2010)
- Sokił Kijów (2010-2012)
- Kompańjon Kijów (2012)
- Biłyj Bars Biała Cerkiew (2012-2013)
- Sokił Kijów (2013-2014)

W trakcie kariery występował w lidze radzieckiej, Superlidze rosyjskiej, lidze ukraińskiej, ekstralidze białoruskiej, niemieckiej 2. Bundeslidze, brytyjskiej Elite Ice Hockey League.
W barwach Ukrainy uczestniczył w turniejach mistrzostw świata 1994, 1996 (Grupa C), 2002, 2003, 2005, 2007 (Elita) oraz zimowych igrzysk olimpijskich 2002.
Po zakończeniu kariery został w 2014 trenerem zespołu młodzieżowego Sokił-2003 Kijów.

## Sukcesy
Klubowe
- Złoty medal mistrzostw Ukrainy: 1993, 1995 z Sokiłem Kijów, 2001 z Berkutem Kijów
- Srebrny medal mistrzostw Ukrainy: 1994, 2011, 2012 z Sokiłem Kijów
- Złoty medal Wschodnioeuropejskiej Hokejowej Ligi: 2001 z Berkutem Kijów
- Puchar Białorusi: 2007 z HK Homel
- Brązowy medal mistrzostw Ukrainy: 2014 z Sokiłem Kijów